# Willem Boreel van Hogelanden
Jhr. Willem Boreel, 9e baronet, heer van Hogelanden (Velsen, 24 maart 1800 – aldaar, 24 augustus 1883), was een Nederlands politicus.
Hij studeerde rechten aan het Atheneum Illustre te Amsterdam en letteren aan de Hogeschool te Utrecht; daarna Romeins en hedendaags recht aan de Hogeschool van Leiden, waar hij in 1823 promoveerde op de dissertatie "De veterum jurisconsultorum honestatis studio, in quibusdam juris capitibus conspicuo".
Boreel, lid van de familie Boreel, huwde in 1833 met zijn nicht jkvr. J.M.M.P. Boreel (1813-1892) dame du palais van Koningin Sophie (1861-), dame du palais hon. van Koningin Emma (1875-). Het echtpaar had negen kinderen, onder wie Jacob Willem Gustaaf Boreel van Hogelanden.
Na een diplomatieke carrière werd hij een vooraanstaand lid van de Tweede Kamer (1842-1855) en Kamervoorzitter (1847-1848, 1851). Als voorzitter van de Tweede Kamer werd hij op 13 maart 1848 door Koning Willem II ontboden om het oordeel van de Tweede Kamer te geven over een herziening van de Grondwet.
Terwijl hij commissaris des Konings in Noord-Holland was (1855-1860) weigerde hij in 1856 het ministerschap van het departement van Buitenlandse Zaken, maar keerde in 1860 terug in de landelijke politiek als lid van de Eerste Kamer (tot 1866).
Hij was vanaf 1824 lid van de Ridderschap van Holland. Op 1 mei 1860 volgde zijn benoeming tot Minister van Staat.
Hij werd benoemd tot Commandeur in de Orde van de Nederlandse Leeuw.
Hij overleed op huis Waterland te Velsen, waar hij ook was geboren.
- Biografisch Portaal: 53764234
- Digitale Bibliotheek voor de Nederlandse Letteren: bore020
- International Standard Name Identifier: 0000 0003 9067 5425
- Nederlandse Thesaurus van Auteursnamen: 069947651
- Parlement.com: vg09lkyhygzq
- Virtual International Authority File: 284294060
- WorldCat: E39PBJgxtjCBw8QMDYDj8hTT73